# كاميشلوف
كاميشلوف (بالروسية: Камышлов) هي إحدى مدن روسيا في الكيان الفدرالي الروسي سفيردلوفسك أوبلاست.

## أعلام
- ناتاليا إستيميروفا